# بامبي لين
بامبي لين (بالإنجليزية: Bambi Linn)‏ هي راقصة أمريكية، ولدت في 26 أبريل 1926 في بروكلين في الولايات المتحدة.

## وصلات خارجية
- بامبي لين على موقع IMDb (الإنجليزية)
- بامبي لين على موقع ميوزك برينز (الإنجليزية)
- بامبي لين على موقع قاعدة بيانات برودواي على الإنترنت (الإنجليزية)
- بامبي لين على موقع ديسكوغز (الإنجليزية)
- بامبي لين على موقع قاعدة بيانات الفيلم (الإنجليزية)